# Chloë Farro
Pour les articles homonymes, voir Farro (homonymie).
Chloë Farro, née le 19 juin 2003, est une nageuse arubaine.

## Biographie
Chloë Farro est médaillée d'or du 100 mètres nage libre et médaillée d'argent du 50 mètres nage libre aux Championnats d'Amérique centrale et des Caraïbes de natation (en) en 2023 à Santa Tecla. En juillet 2024, elle est nommée porte-drapeau de la délégation d'Aruba aux Jeux olympiques d'été de 2024 en compagnie du nageur Mikèl Schreuders.